# Marie-Thérèse de Lamourous

Marie-Thérèse Charlotte de Lamourous, née à Barsac le 1er novembre 1754 et morte à Bordeaux le 14 septembre 1836, est une femme française qui est notamment reconnue pour avoir été membre de l'Église clandestine pendant la Révolution française. Par la suite, elle a également fondé une maison à Bordeaux pour les femmes prostituées repentantes appelée « La Miséricorde » devenant la congrégation des Sœurs de la Miséricorde de Bordeaux. Elle contribua à développer l'œuvre marianiste du bienheureux Guillaume-Joseph Chaminade avec Adèle de Batz de Trenquelléon. 

## L'enfance

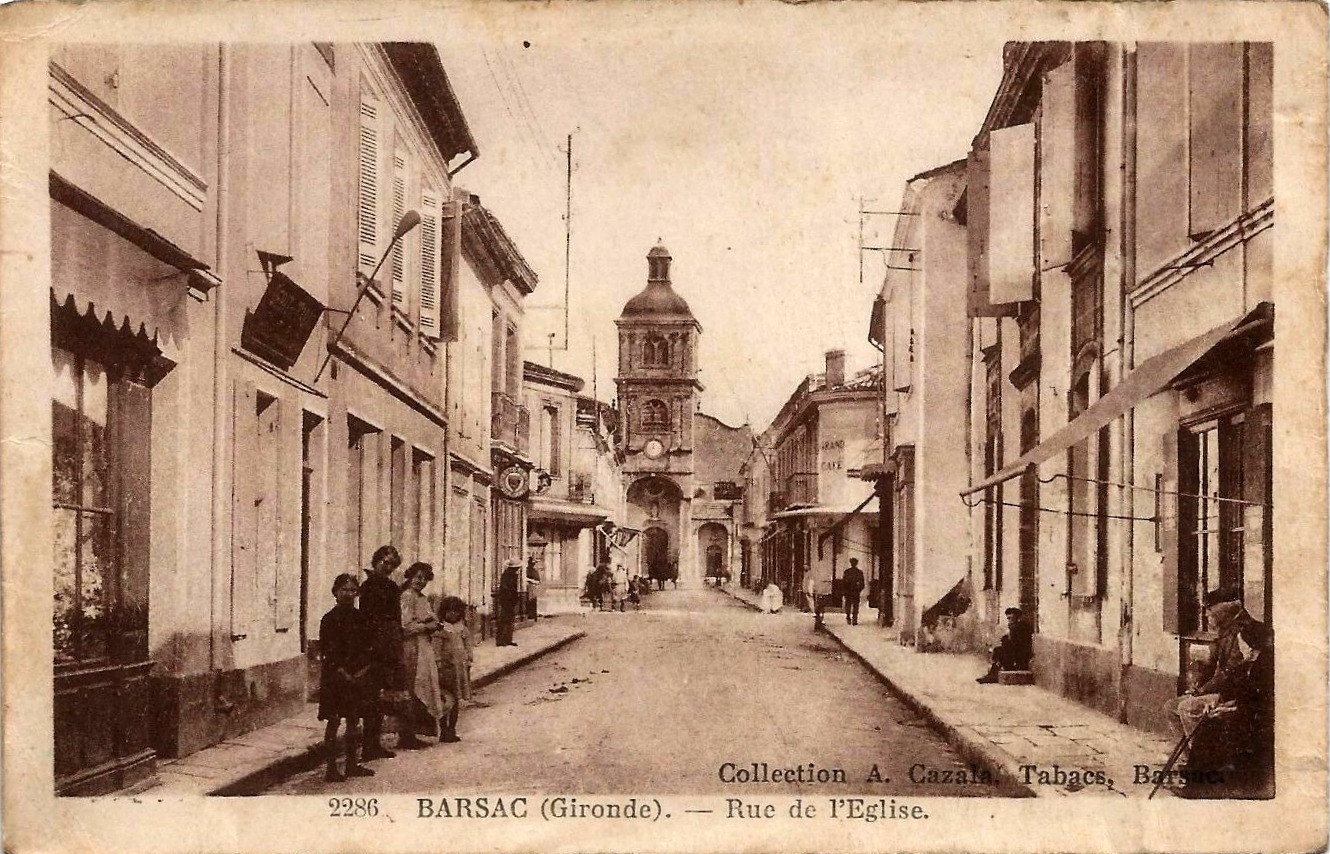
Carte postale de Barsac (v. 1903), lieu de naissance et d'enfance.

Marie Thérèse Charlotte de Lamourous est née à Barsac (Gironde) le 1er novembre 1754 et fut baptisée le 4 novembre 1754.
Fille de Louis Marc Antoine de Lamourous, et d'Élisabeth de Vincens, elle est l'aînée d'une fratrie de 11 enfants, dont seulement cinq survivent jusqu'à l'âge adulte. Les deux familles sont issues de la vieille noblesse française. Son père, Louis Marc Antoine, est avocat au Parlement de Bordeaux. Quand Marie-Thérèse a 12 ans, en 1766, la famille part s'installer à Bordeaux. Elle y fait sa première communion en 1767, et est éduquée par sa mère, qui avait fréquenté le pensionnat du couvent des Ursulines, situé rue Sainte Eulalie à Bordeaux.

## La Révolution française et le séjour à Pian

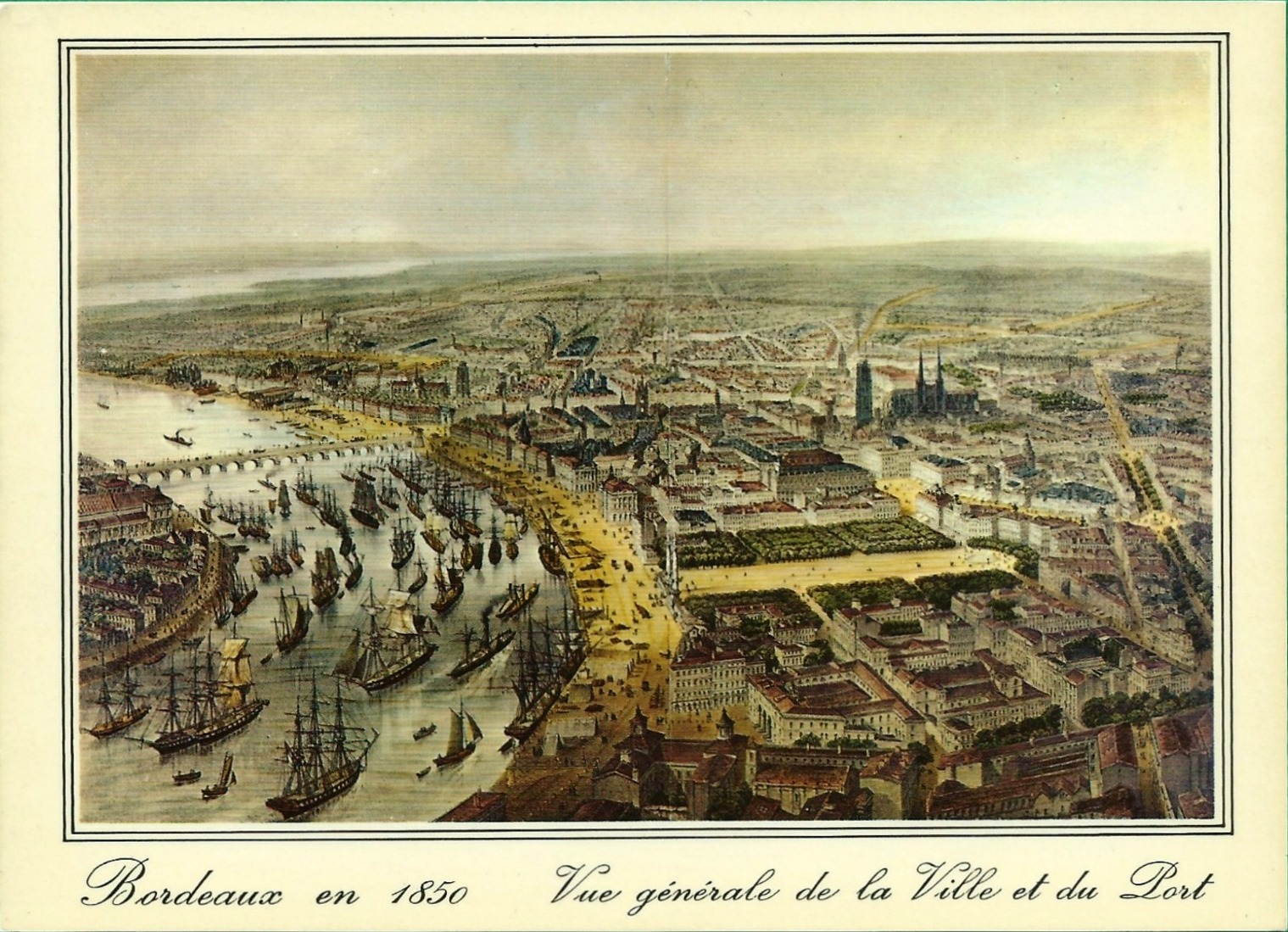
Bordeaux en 1850, anonyme.

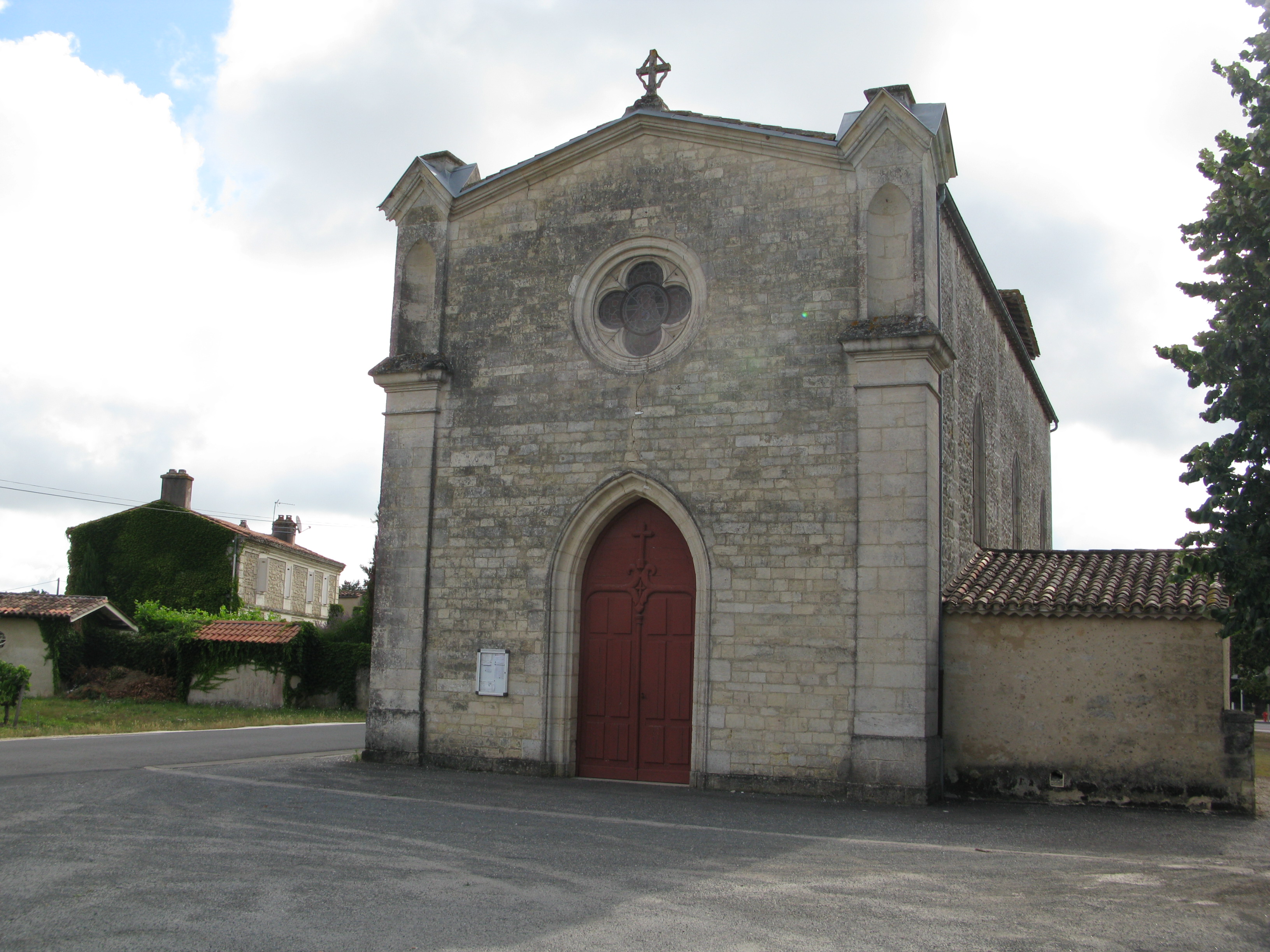
L'église Saint-Seurin, le Pian-Médoc.

Avec le déclenchement de la Révolution française en 1789, Marie-Thérèse devient membre de l'Église souterraine. Elle s'avère un maillon important dans le réseau des ministères et des bonnes œuvres qui se développe alors autour de Joseph Boyer, le vicaire général de l'archidiocèse de Bordeaux. Les dévotions au Sacré-Cœur de Jésus et au Saint-Sacrement sont favorisées avec circulation de prières, de pratiques et de lettres édifiantes, sans compter les actions charitables. Outre la visite des malades, l'enseignement du catéchisme, la visite des prisonniers et son aide pour garder en contact le clergé de l'Église clandestine, Marie-Thérèse allait dans les bureaux du comité de supervision des révolutionnaires pour récupérer les listes de planification des arrestations et exécutions en y faisant semblant de nettoyer les locaux. Elle a ainsi pu utiliser ces informations pour aider les gens à échapper à la guillotine.
En 1794, les autorités de Paris expulsent tous les français de la noblesse de France des villes portuaires. Marie-Thérèse, son père, ses deux sœurs, et deux neveux alors très jeunes, se déplacent à la maison familiale située à Pian-Médoc. La paroisse n'ayant pas de prêtre, Marie-Thérèse comble cette fonction pour la communauté. Entre autres, elle rassemble les gens ensemble pour la célébration du dimanche, enseigne le catéchisme et « entendait » même les confessions sans pouvoir accorder néanmoins l'absolution, n'ayant pas l'autorité requise. En l'absence d'un prêtre, elle avait même donné sa propre confession à un portrait de saint Vincent de Paul. En 1800, avec la montée en puissance de Napoléon, la Révolution prend fin et Marie-Thérèse est à nouveau en mesure de se déplacer librement à Bordeaux.

## Le retour à Bordeaux

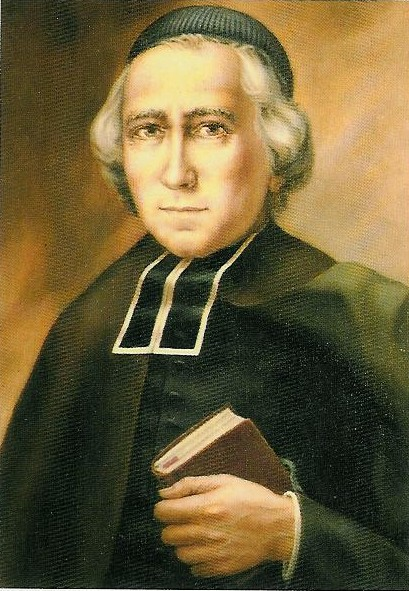
Le père Guillaume-Joseph Chaminade.

Avant la Révolution, Jeanne Germaine de Pichon, une amie de Marie-Thérèse, commence un ministère pour la réhabilitation des prostituées (appelées « filles ») qui souhaitent quitter ce mode de vie. Ce besoin devient toujours plus grand après la Révolution, si bien que Madame de Pichon se rapproche de Marie-Thérèse pour lui confier ce ministère. Tout d'abord, Marie-Thérèse s'est montré réticente parce que cette activité allait à l'encontre des principes moraux qu'elle avait appris au cours de sa jeunesse, et le père Chaminade, qui était son ami et son directeur spirituel, s'y est également opposé, entre autres parce qu'il voulait que Marie-Thérèse l'aide dans sa Congrégation, tout en lui laissant malgré tout le choix. Marie-Thérèse rencontre les « filles » une première fois, puis après être tombée malade et avoir eu un rêve révélateur d'un éventuel avenir funeste des prostituées  perdues sans considération et soutien de sa part, elle revient les voir le 1er janvier 1801. À la fin de la journée, elle raccompagne Madame de Pichon et le père Chaminade à la porte, et les regarde en leur disant « Bonsoir, je reste ! ». Elle devient alors une Mère pour les filles, et l'œuvre fut appelée La maison de La Miséricorde, d'après la sainte patronne de la maison Notre-Dame de la Miséricorde.

## La Miséricorde
Marie-Thérèse se concentre sur l'œuvre de la Miséricorde et y travaillera pour le reste de sa vie. Mais la prise en main ne fut pas facile, les femmes étant de divers âges et avec toutes sortes de chemins de vie, il y avait notamment des querelles, des combats et des accusations qui faisaient partie de la vie quotidienne. Pour lutter contre cela, et pour aider à former les femmes comme vertueuses, dévouées et chrétiennes, Marie-Thérèse écrit un planning strict pour le quotidien de la maison, divisé rigoureusement entre les temps de prière, de repas, de travail et de loisirs. La Miséricorde est unique, parce que le personnel (appelé volontiers les « directrices ») et les filles ont tout partagé de leur vie, dormant dans des dortoirs communs, dînant en commun, travaillant aux côtés les unes des autres, et priant ensemble. 
Au fil des ans, la Miséricorde grandit considérablement, passant de 15 femmes, à l'origine, à près de 300 en 1835 (l'année de la mort de Marie-Thérèse). La croissance de la communauté demandant plus d'espace, elle se déplace à l'ancien couvent des Annonciades. La Miséricorde restera alors à cet endroit jusqu'à ce que la maison de Bordeaux ferme ses portes dans les années 1970. Quelques années après la fondation de la Maison de la Miséricorde à Bordeaux, s’est ouvert une petite succursale à Pian-Médoc baptisé l’Ermitage Lamourous, et vivant selon les mêmes principes d'une vraie vie de famille entre sœurs et femmes accueillies. 

## Les Sœurs de la Miséricorde

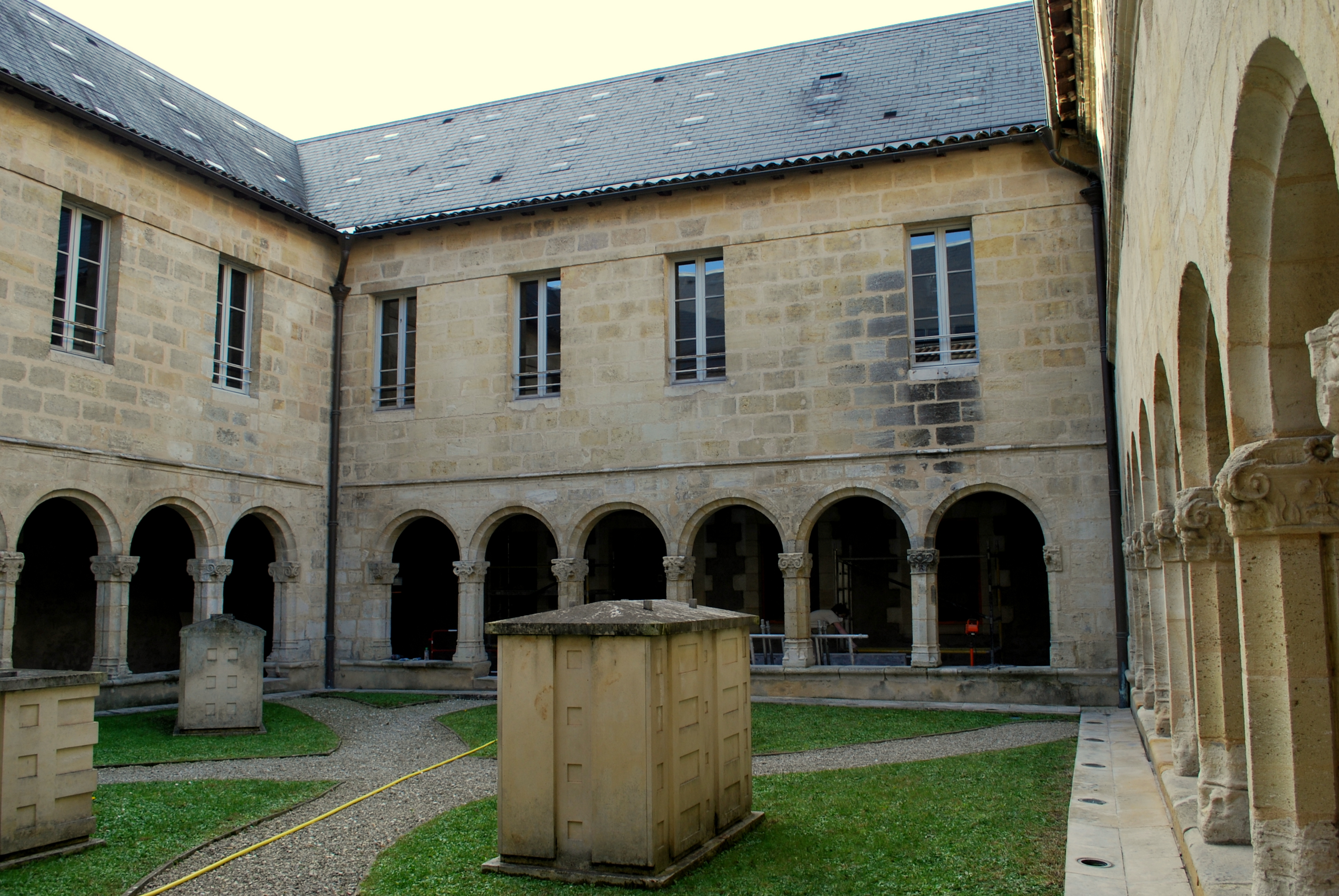
Le cloître du couvent des Annonciades à Bordeaux.

Marie-Thérèse n'était pas seule à fournir des efforts pour aider les filles à restaurer leur vie, elle avait un personnel de « directrices » qui vivait parmi les filles autant comme soutien spirituel que physique. De nombreuses « directrices » exprimèrent le désir de devenir un institut religieux, mais Marie-Thérèse était hésitante. À cette époque, tous les instituts religieux étaient soumis à une réglementation imposée par le gouvernement français, et elle ne souhaitait pas qu'il soit en mesure de dicter la façon dont la communauté devait être organisée ni qui pouvait être admis (la Miséricorde restait entièrement volontaire, les filles pouvant entrer et rester ou partir à tout moment si elles le souhaitaient, et accepter une aide du gouvernement aurait signifié que la maison pouvait être contrainte d'accepter des femmes forcées de venir après avoir été arrêtée pour prostitution). En 1818, après avoir consulté le père Chaminade, l'archevêque, et d'autres conseillers, Marie-Thérèse consent à l'institut religieux. Bien que reconnue par le gouvernement comme un « refuge » (un lieu où étaient transférées les prostituées qui avaient été arrêtées), la Miséricorde a été en mesure de maintenir sa politique du « viens librement, reste librement ». Les premières sœurs firent leurs vœux en 1818, d'abord vœu d’obéissance pour une année, avec celui de chasteté l'année d'après, puis celui de pauvreté la troisième année.   
En 1971, les Sœurs de la Miséricorde fusionnent avec les Sœurs de Marie-Joseph (devenant les Sœurs de Marie-Joseph et de la Miséricorde) et se concentrent sur le ministère que les sœurs de Marie-Joseph étaient déjà en train de faire dans les prisons avec également le service en maison d'accueil.

## Guillaume-Joseph Chaminade et la Famille de Marie
Durant la Révolution française, Marie-Thérèse rencontra le prêtre Guillaume-Joseph Chaminade, marianiste, qui travaillait également dans l'Église clandestine de Bordeaux. Les deux se lient d'amitié, et lorsque son précédent directeur spirituel mourut guillotiné par les révolutionnaires, elle demanda au père Chaminade de devenir son nouveau directeur spirituel. Ils continuèrent à rester en contact (surtout par écrit) durant le reste de la Révolution, ceci même lorsque le père Chaminade fut en exil en Espagne de 1797 à 1800. C'est dans ce contexte d'exil que le père Chaminade reçut l'inspiration de rechristianiser la France par la formation de petites communautés de foi, sous le patronage de la Mère du Christ. À son retour en France, il fonda à Bordeaux en 1801 la congrégation de l'Immaculée. Marie-Thérèse devint une importante collaboratrice dans cet effort et, en plus de ses fonctions à la Miséricorde, elle devint la directrice de la section des jeunes filles. Elle a aussi agi comme conseillère du père Chaminade dans diverses transactions commerciales. Aujourd'hui, elle est considérée comme la mère de la branche laïque de la Famille de Marie, avec le bienheureux Chaminade qui est le père de l'ensemble de la Famille de Marie, en particulier de la Société de Marie (frères et prêtres), et la bienheureuse Adèle de Batz de Trenquelléon comme la mère des Filles de Marie Immaculée (sœurs).

## La mort, l'héritage, et la cause en canonisation
Marie-Thérèse décède dans sa chambre entourée de ses protegees, à la Maison de la Miséricorde qu'elle avait fondée, rue Sainte Eulalie, le 14 septembre 1836, jour de la fête de la Croix glorieuse, à l'âge de 81 ans. Son héritage se perpétue dans les œuvres des Sœurs de Marie-Joseph et de la Miséricorde, et à travers les milliers de laïques marianistes partout dans le monde. 
Sa cause en canonisation fut ouverte en 1911, et la Congrégation pour la Cause des Saints reconnut le 21 décembre 1989 l'héroïcité de ses vertus au cours de sa vie, et la déclara ainsi « vénérable ».
La congrégation a conservé à Pian-Médoc l'Ermitage Lamourous qui est resté un lieu de souvenir, d’accueil et de prière. En mémoire de la vénérable bienfaitrice, le dimanche de la Divine Miséricorde y est particulièrement célébré.